# Karen Harup
Karen Harup, född 20 november 1924 i Skovshoved, död 19 juli 2009 i Köpenhamn, var en dansk simmare.
Harup blev olympisk mästare på 100 meter ryggsim vid sommarspelen 1948 i London.